# Munida andamanica
Munida andamanica är en kräftdjursart som beskrevs av Alcock 1894. Munida andamanica ingår i släktet Munida och familjen trollhumrar. Inga underarter finns listade i Catalogue of Life.